# Esparraguera
Esparraguera (oficialmente en catalán: Esparreguera) es una ciudad y municipio español de la comarca del Bajo Llobregat, en la provincia de Barcelona, comunidad autónoma de Cataluña. Cuenta con una población de 22 550 habitantes (INE 2024).

## Toponimia
El nombre de este municipio parece derivar del latín "Asparragus" debido a la gran cantidad de espárragos que se podían encontrar allí. Durante la época musulmana se convirtió en Ašbaragirra, lo que después pasaría a ser "Sparagaria" (topónimo más antiguo encontrado hasta el momento), posteriormente "Esparagera" hasta encontrarnos con el nombre actual: "Esparraguera"
Asparragus -> Ašbaragirra -> Sparagaria -> Esparagera -> Esparraguera 

## Geografía
Integrado en la comarca del Bajo Llobregat, está situado en la margen derecha del río Llobregat, a 46 kilómetros de la capital catalana. El término municipal está atravesado por la autovía del Nordeste A-2 entre los pK 577 y 582, además de por la antigua carretera N-II, por la carretera autonómica C-55, que se dirige a Manresa, y por la carretera local B-231, que permite la conexión con Els Hostalets de Pierola. 
El territorio del municipio comprende la mayor parte del territorio de la margen derecha del río Llobregat desde el macizo de Montserrat hasta la riera de Magarola. Por el noroeste se extienden el Parque Natural de la Montaña de Montserrat y la Serra de Rubió (421 metros), la cual forma parte del entorno de protección del parque natural, y por el noreste, la Serra de Cairat (518 metros), al otro lado del río. El sur del territorio está limitado por la riera de Pierola, la riera de Masquefa y la riera de Magarola. Además, la riera de Can Dalmases cruza el pueblo antes de desaguar en la riera de Magarola. 
La altitud del municipio oscila entre los 518 metros del Turó de la Socarrada, situado a la izquierda del río Llobregrat, en la Serra de Cairat, y los 70 metros, a orillas del río Llobregat. El pueblo se alza a 187 metros sobre el nivel del mar. 
| Noroeste: Collbató y Monistrol de Montserrat | Norte: Monistrol de Montserrat y Vacarisas | Noreste: Vacarisas        |
| Oeste: Collbató y Hostalets de Pierola       |                                            | Este: Olesa de Montserrat |
| Suroeste: Hostalets de Pierola               | Sur: Hostalets de Pierola y Abrera         | Sureste: Abrera           |

Además de tener el río Llobregat cerca, Esparraguera es cruzada por la riera del Torrent Mal, que en ocasiones ha ocasionado destrozos muy grandes e incluso ha causado víctimas mortales, como sucedió el 10 de junio de 2000.
Esparraguera es una localidad de población en crecimiento al estar en las cercanías de Barcelona.

## Historia
Es una villa milenaria, fundada en el 985 d. C. Su nombre aparece por primera vez en el siglo X. El año 985 el conde Borell II estuvo obligado de abandonar Barcelona por la amenaza de Almanzor y se refugió en las montañas de Manresa. Desde allí llamó a sus hombres de armas para expulsar a los invasores, y entre estos hombres estaba el caballero Guillem de Esparraguera.
Borell consiguió recuperar las tierras que llegaban hasta los límites de Lérida, tierra que repartió entre los barones, y encomendó a estos a construir, reforzar y armar los castillos que había por todas las tierras conquistadas, para así evitar otro ataque por parte de los invasores. Este caballero construyó su castillo en los márgenes del río Llobregat y en el turón del Puig, emplazamiento idóneo para vigilar los movimientos de los invasores que venían del Panadés. Este castillo no fue la primera vez que habitaba esa zona, ya que se han encontrado cuevas en la zona del balneario de La Puda restos prehistóricos, más concretamente cerámica, puntas de lanzas, fragmentos de sílex, herramientas hechas con piedras, etc.
También, siguiendo el curso norte del río y llegando a la zona del Cairat se hallaron restos romanos de un poblado, y en la zona de la Gorgonçana también había un asentamiento llamado Sparagaria. En la zona NE del término municipal se hallaba el castillo de Spasas (Espases). En el 1316 Pere Sacosta decide construir el pueblo en el pequeño altiplano del Puig y alrededor de la Ermita de Santa María del Puig, pero más tarde con la construcción de la iglesia de Santa Eulalia, el pueblo se trasladó en el 1587.
En el siglo XVI, los documentos ya hablan de decretos firmados por el Abad de Montserrat como Señor de la Villa y de Esparraguera.
Las guerras carlistas dejaron arruinada[cita requerida] a la población: La industria de la lana, que era la principal fuente de riqueza del pueblo en los siglos XVI y XVIII, quedó destruida. Durante el siglo XVIII los números de habitantes se mantuvieron en 2500 habitantes, pero con la industrialización se instalaron diversas fábricas en el municipio, la cual la más importante es la Colonia Sedó, unas de las colonias más grandes de Europa. Gracias a esto, en el año 1887 la población aumentó hasta llegar a los 4.015 habitantes, en el 1930 a los 5.211, y a finales del siglo XX llega a los 17.000.
Tuvo su propia moneda en 1935.

## Monumentos y lugares de interés
La Ermita de Puig o Iglesia de Santa María del Puig es una construcción románica y se sitúa en el altiplano del Puig y a orillas del río Llobregat. En el 1316 se construyó el pueblo a su alrededor pero con la construcción de la otra iglesia, el pueblo se trasladó y la ermita quedó abandonada. Actualmente ha sido remodelada y es común celebrar una comida durante la Semana Santa.
El 976 el conde Borrel lo vende a Guillem de Gurb-Queralt juntamente con el castillo de Espases. Años más tarde los vizcondes de Cardona se harían con la propiedad de los dos castillos A principio del siglo XIV los dos castillos son vendidos a Pere de Sitjar, propiedad que duraría cuatro años pues rápidamente los adquiriría Pere Sacosta. Seis lustros más tarde pasaría a manos de Jaume de Vivers, prior de Montserrat.
En los alrededores se halla el Castillo de Esparraguera, documentado el 985. Sus restos son mínimos, prácticamente fragmentos de un muro cercano a la antigua iglesia de Santa María del Puig de estilo románico pues todo lo que quedaba fue destruido para levantar en su lugar un depósito de agua.
Colonia Sedó fue inaugurada en el 1846 con el nombre de Can Broquetes, en el margen derecho del río Llobregat. Para comunicar los dos márgenes del río se construyó el Puente de la Palanca, que comunicaba Esparraguera y Olesa. Durante la Guerra Civil fue el único puente que comunicaba los dos municipios.
Más adelante, Antonio Sedó la amplió y la convirtió en modelo de colonia textil accionada por la energía hidráulica. Se convirtió en la colonia textil más grande de Cataluña, España y una de las más grandes de Europa En sus naves trabajaron más de 2000 personas. Hoy todavía están activas con diferentes empresas pero no se dedican ya al comercio textil. Actualmente está en proceso de remodelación urbanística, tanto en las viviendas, como en el teatro y la iglesia. En una de las viviendas de la colonia nació Josep Moratalla, el Llarg, líberol de FC Barcelona.
Iglesia de Santa Eulalia, cuya construcción data del 1587. Se creó para suplantar las funciones de iglesia parroquial de la ermita de Santa María del Puig, que con el traslado del pueblo quedó alejada del núcleo urbano.
Fue bendecida en el 1612, y durante la Primera Guerra Carlista fue ocupada por las tropas isabelinas, los cuales la utilizaron como cuartel. A causa de esto, en 1886, Elías Rogent la reconstruye, siendo abierta nuevamente al culto en el 1874.
Durante la Guerra Civil sufrió grandes destrozos, pero fue nuevamente reformada.
El edificio es de estilo gótico con decoración renacentista. Consta de una sola nave con cubierta de cruz y una absis heptagonal en la punta. Los tramos de la nave están separados por arcos de medio punto.
En el exterior, la fachada principal tiene un mural de cerámica hecho por Enric Serra. Las puertas laterales están adornadas con columnas dóricas.
El campanario es de unos 60 metros, de forma octagonal, y su construcción finalizó en el 1636. Es uno de los más altos de Cataluña
La Puda o La Puda de Montserrat fue un antiguo balneario situado en el margen izquierda del río Llobregat. Se dice que fue un terremoto lo que hizo surgir las aguas sulfurosas en este lugar desde el siglo XVIII. En el 1870 se construyó el balneario y durante las décadas siguientes fue ampliándose. Su momento de esplendor fue entre los siglos XIX y XX donde acudía la gente más selecta de la burguesía barcelonesa, donde se hospedaban en el hotel Gori de Olesa de Montserrat y unía el balneario con las diligencias. Estas aguas curaron unas purgaciones a la reina Isabel II de España y manan a razón de dos millones de litros diarios.
Se cerró en el 1958, destrozado por una crecida del río y actualmente está en estado ruinoso.
Can Comelles es una masía construida en el 1470. Era propiedad de una familia rica y muy importante en el pueblo. En el 1985 se convirtió en una residencia municipal cuando la compró el ayuntamiento.
Desde allí hay unas vistas impresionantes de la montaña de Montserrat, de la valle del río Llobregat, de Esparraguera e incluso de Olesa de Montserrat.

## Cultura
Esparraguera es conocida por su tradición teatral y alfarera, con importantes centros de producción cerámica y un museo municipal.

### La Pasión
La Pasión de Esparraguera representa la vida de Jesús desde que escogió los apóstoles hasta que resucita y se va hacia el cielo. Todo esto lo representa la gente del pueblo de Esparraguera. Cada año participa más gente de manera voluntaria; el año 2008 actuaron más de 400 personas[cita requerida]. Esta obra está representada para que la gente de diferentes pueblos la vaya a ver. Es un espectáculo para todas las edades, tanto para verlo como para actuar en él.
En muchos casos es una tradición transmitida de padres a hijos; muchos de los actores han empezado a participar, de pequeños, como figurantes, para ir subiendo lugares en el escalafón artístico hasta llegar a los papeles más importantes. Hay papeles masculinos y femeninos para todas las edades: apóstoles, Jesús, Samaritana, Claudia, criados, fariseos...
Breda fue el escenario el año 2008 de los cuadros más emblemáticos de "La Pasión de Esparraguera", que este año se ha trasladado al municipio para hacer la presentación de la temporada. En total, más de 2.000 espectadores han seguido las diferentes escenas, que se han representado en diferentes rincones de la población. Así, la Iglesia, el Patio de la Abadía, el Claustro o la Plaza del Ayuntamiento han sido escenarios de lujo para este espectáculo declarado[cita requerida], en 1983, de Interés Nacional.
Así, unos 90 actores han representado las escenas más representativas de la función, como la entrada en Jerusalén, la conversión de la samaritana, el cuadro de los niños, el huerto de Getsemaní, el Complot de Judas, Jesús ante Pilato o La Piedad.
Sus orígenes se remontan al siglo XIV y se celebran los domingos de Cuaresma en un teatro construido expresamente, con un cuadro de 400 actores, todos ellos aficionados; entre ellos Anna Lizaran, fundadora del Teatre Lliure, y la mayoría de intérpretes de la película "El Judas", rodada por Ignacio F. Iquino en Esparraguera, 1952.
La Pasión se celebra durante 10 domingos, desde febrero al 1 de mayo.

### Festival Lola
De octubre a diciembre también tiene lugar otro acontecimiento teatral, el Festival Lola, en honor a la actriz Lola Lizaran, muestra de teatro de pequeño formato, teatro profesional de creación y nuevas dramaturgias. Dentro de este festival también se celebra la convocatoria de Teatre Sonor, donde se potencian las dramaturgias sonoras, y el In-Lola, plataforma para jóvenes creativos de Esparraguera. El Festival se extiende en una red de municipios de la comarca como Martorell, Olesa de Montserrat, Molins de Rei... El festival está organizado por Tramateatre.

### Fiestas
El 12 de febrero se celebra la fiesta mayor de invierno, ya que es el día de Santa Eulalia, patrona del pueblo. También se celebra el correbars en verano y la feria medieval.

### Deporte
Se practica fútbol, fútbol sala y baloncesto. También tenis de mesa, tenis, balonmano, natación, danza, pesca, taekwondo, ciclismo y ciclismo de montaña. El campo de fútbol está en la avenida Via Mil.lenari, el pabellón de fútbol sala está en la calle dels Jocs Olimpics, el pabellón de baloncesto está en el Carrer Hospital.
Hay que remarcar la temporada 2010/11 del C.B. Esparraguera, en la categoría cadete, el equipo B, la temporada que hicieron, quedando primeros en preferente[cita requerida] y también el C.D. Esparraguera (senior) que consiguió en cinco ocasiones ganar la liga en preferente, pero solo una logró[cita requerida] ascender a primera catalana, la mayor gesta en la historia del club.

## Demografía
Esparraguera cuenta con una población de 22 550 habitantes (INE 2024).
| Gráfica de evolución demográfica de Esparraguera entre 1842 y 2021 |
| |
| Población de derecho según los censos de población del INE. Población de hecho según los censos de población del INE.En estos censos se denominaba Esparraguera: 1842, 1857, 1860, 1877, 1887, 1897, 1900, 1910, 1920, 1930, 1940, 1950, 1960 y 1970. |

| Núcleos de población | Habitantes (2009) |  |
| -------------------- | ----------------- |  |
| Can Rial             | 1730              |  |
| Colonia Sedó         | 347               |  |
| Esparraguera         | 17 866            |  |
| Mas d'en Gall        | 1912              |  |

| 1497 | 1515 | 1553 | 1717 | 1787 | 1857 | 1877 | 1887 | 1900 |
| ---- | ---- | ---- | ---- | ---- | ---- | ---- | ---- | ---- |
| 57   | 58   | 125  | 1134 | 2705 | 3097 | 3397 | 4188 | 4209 |

| 1910 | 1920 | 1930 | 1940 | 1950 | 1960 | 1970 | 1981   | 1990   |
| ---- | ---- | ---- | ---- | ---- | ---- | ---- | ------ | ------ |
| 4533 | 4522 | 5203 | 4648 | 4740 | 5301 | 7675 | 10 990 | 12 177 |

| 1992   | 1994   | 1996   | 1998   | 2000   | 2002   | 2004   | 2006   | — |
| ------ | ------ | ------ | ------ | ------ | ------ | ------ | ------ | - |
| 12 925 | 13 675 | 14 501 | 15 548 | 17 060 | 18 708 | 20 163 | 21 145 | — |

## Administración y política
| Periodo   | Nombre                     | Partido |
| --------- | -------------------------- | ------- |
| 1979-1983 | Joan Serra Alert           | PSC     |
| 1983-1987 | Joan Serra Alert           | PSC     |
| 1987-1991 | Joan Serra Alert           | PSC     |
| 1991-1995 | Joan Serra Alert           | PSC     |
| 1995-1999 | Joan Serra Alert           | PSC     |
| 1999-2003 | Francesc Xavier Sitja Poch | IC-V    |
| 2003-2007 | Francesc Xavier Sitja Poch | IC-V    |
| 2007-2011 | Francesca Fosalba Batalla  | PSC     |
| 2011-2015 | Joan-Paül Udina Tormo      | CiU     |
| 2015-2019 | Eduard Rivas i Mateo       | PSC     |
| 2019-2023 | Eduard Rivas i Mateo       | PSC     |
| 2023-act. | Eduard Rivas i Mateo       | PSC     |